# Malaxis iwashinae
Malaxis iwashinae là một loài thực vật có hoa trong họ Lan. Loài này được T.Yukawa & T.Hashim. mô tả khoa học đầu tiên năm 1998.